# Große Straße 92 (Wittenburg)

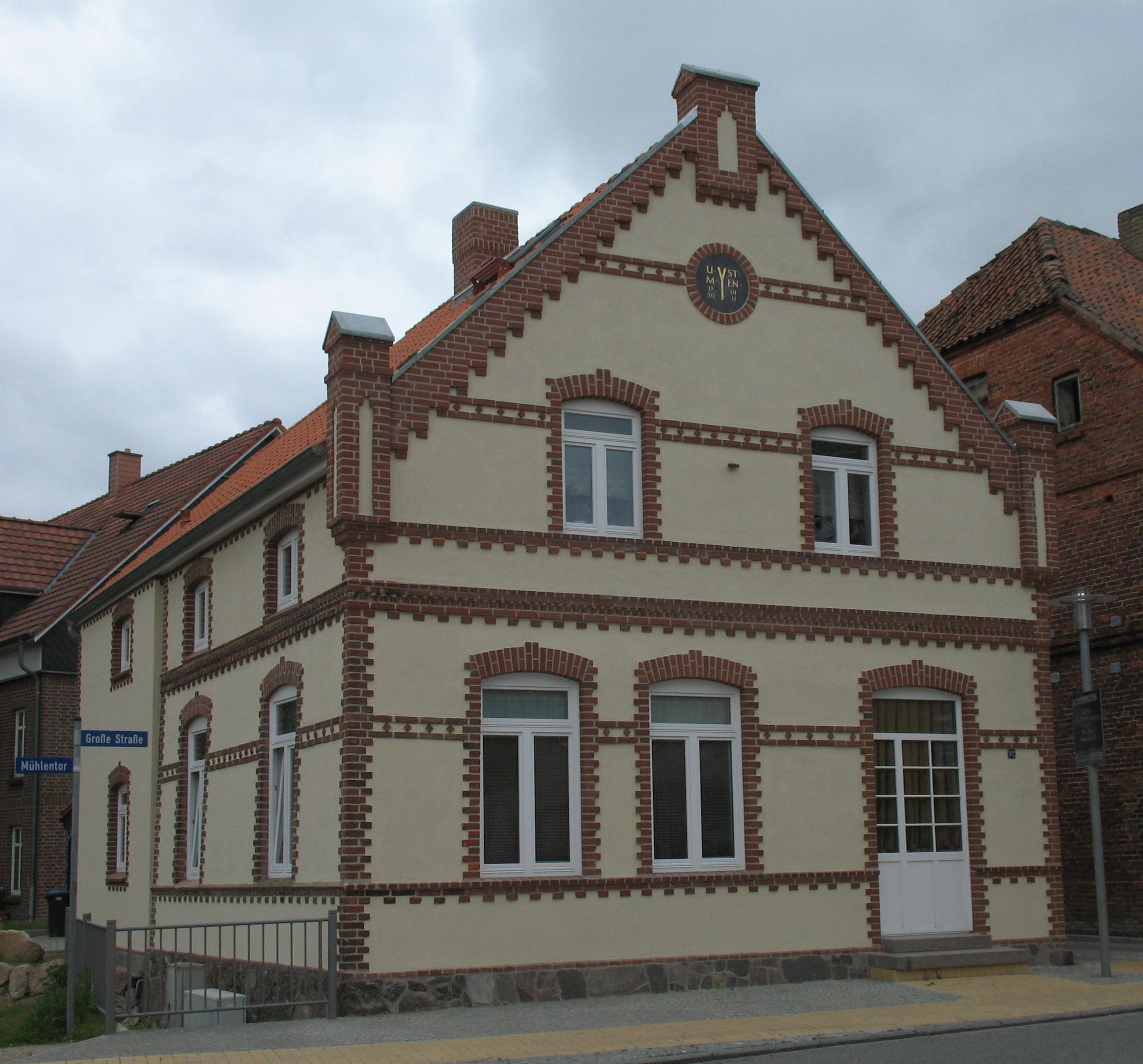
Große Straße 92 (2014)

Das Wohnhaus Große Straße 92 in Wittenburg (Mecklenburg-Vorpommern) bei der Straße Mühlentor stammt aus der Zeit um 1800.
Das Gebäude ist im örtlichen Denkmalverzeichnis eingetragen.

## Geschichte
Die Stadt Wittenburg mit 6303 Einwohnern (2020) wurde 1194 erstmals als provincie und 1230 als civitas (Stadt) erwähnt.
Das zweigeschossige verputzte Giebelgebäude am Westende der Großen Straße mit seinen markanten Gliederungselementen aus Rotsteinen und den Fialen wurde ursprünglich für die Schusterei Paul Kock gebaut.
Das Haus wurde nach 20 Jahren Leerstand im Rahmen der Städtebauförderung 2013 umgebaut und saniert. Das Gebäude befindet sich auf einer Moorblase und hatte sich im Laufe der Jahre um 18 cm geneigt. Die Giebelfassade wurde um 1901 neu errichtet, wie die Jahreszahl am Gebäude belegt. Teile des Gebäudes stammen jedoch bereits aus der Zeit um 1800. Mit einer erneuerten Pfahlgründung wurde die Standfestigkeit des Hauses wieder hergestellt. Mit originalen Fotonachweisen wurden die Fassaden anschließend neu aufgebaut und fast der gesamte Altbestand blieb erhalten. Das zweite Geschoss wurde ausgebaut und die Rosette am Giebel erhielt eine andere Inschrift, die mit den Initialen der beiden Bauherren Uwe Stolte und Mischa Engelhardt nun an das Erbauungsjahr und Sanierungsjahr erinnert.